# Richard Lyon-Dalberg-Acton, 4. Baron Acton

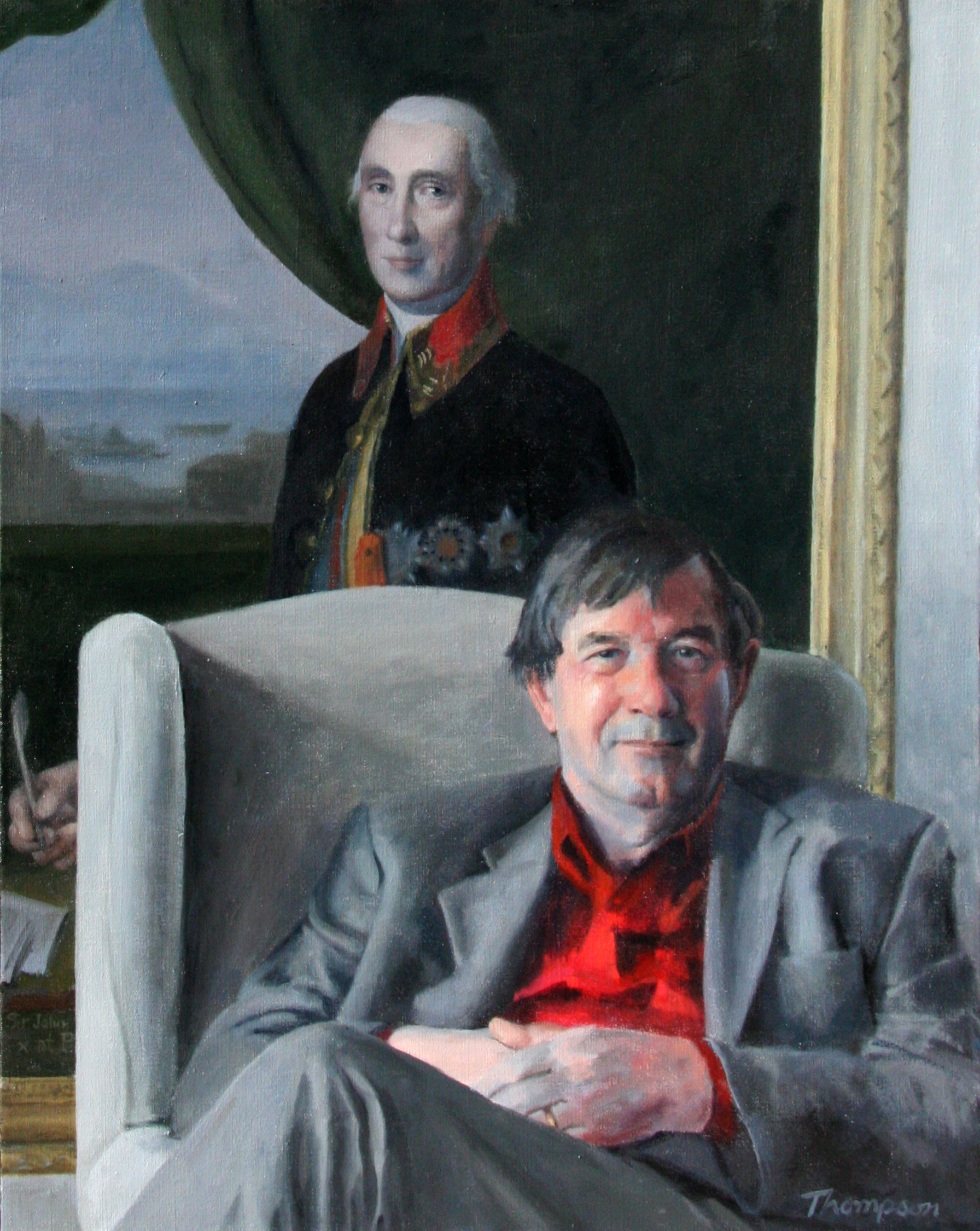
Richard Lyon-Dalberg-Acton, 4. Baron Acton

Richard Gerald Lyon-Dalberg-Acton, 4. Baron Acton (* 30. Juli 1941 in Aldenham Park, Hertfordshire; † 10. Oktober 2010 in Cedar Rapids, Iowa) war ein britischer Peer und Politiker der Labour Party.

## Leben und Karriere
Lyon-Dalberg-Acton entstammte einer katholischen britischen Adelsfamilie und wurde auf dem Familienstammsitz Aldenham Park geboren. Er war der älteste Sohn von John Lyon-Dalberg-Acton, 3. Baron Acton und dessen Ehefrau Daphne, einer Tochter von Robert Strutt. Er besuchte das St. George’s College in Salisbury, Rhodesien, heute Harare, Simbabwe. Anschließend studierte er Moderne Geschichte (Modern History) am Trinity College der University of Oxford, welche er 1963 mit einem Bachelor of Arts abschloss. 1988 erwarb er dort auch einen Master of Arts.
Von 1964 bis 1966 war er als Manager bei Amalgamated Packaging Industries Ltd. in Rhodesien tätig. Von 1971 bis 1974 war er Direktor der Privatbank Coutts & Co.
1976 wurde er, nach einer juristischen Ausbildung bei dem britischen Barrister, Politiker und Schriftsteller Peter Rawlinson, als Anwalt an der Londoner Anwaltskammer Inner Temple zugelassen und praktizierte vier Jahre von 1977 bis 1981 als Barrister. Von 1981 bis 1985 war er als Rechtsberater im Justizministerium von Simbabwe (Senior Law Officer of the Ministry of Justice, Legal and Parliamentary Affairs of Zimbabwe) tätig. 1989 erbte Lyon-Dalberg-Acton beim Tode seines Vaters dessen Titel und übernahm Aufgaben in den parlamentarischen Ausschüssen des House of Lords. Er erbte auch den Titel des Baronet of Aldenham.
Acton war seit 1996 Schirmherr (Patron) von Mind Jubilee Appeal und seit 1998 von der Mulberry Bush School. Seit 2002 war er Schirmherr des Apex Trust, zuvor war er dort seit 1995 stellvertretender Schirmherr (Vice-Patron).  Außerdem war er Schirmherr des Frank Longford Trust seit 2002 und der Hansard Society seit 2003.  Bei der Old Creamery Theatre Company Iowa war er seit 1995 Mitglied des Treuhandrates (Trustee). Von 1999 bis 2004 war er Mitglied des Verwaltungsrats (Court) der Oxford Brookes University.  Seit 1999 gehörte er dem Library Advisory Committee der State Historical Society of Iowa (SHSI) an. Seit 2006 war er Ehrenpräsident (Honorary President) der Association of American Study Abroad Programmes UK. Von 1980 bis 1994 war er außerdem Förderer (Sponsor) des British Defence and Aid Fund for Southern Africa.
Er war auch als Autor tätig und schrieb Beiträge zu Anthologien und Zeitschriften. In Iowa war er Ehrenbürger.

## Mitgliedschaft im House of Lords
Acton gehörte ab dem 23. Januar 1989 dem House of Lords an. Durch den Tod seines Vaters hatte er dessen Titel und Sitz geerbt. Seine Antrittsrede hielt er am 18. Februar 1991. Von 1998 bis 1999 war er Mitglied des House of Lords Refreshment Committee und von 2001 bis 2005 Mitglied des Sonderausschusses für Verfassungsfragen (Select Committee on the Constitution). Von 2002 bis 2005 und ab 2006 gehörte er dem Gemeinsamen Sonderausschuss für Gesetzeskodifizierungen (Joint Select Committee Consolidation Bills) an. Von 2006 bis 2007 war er Mitglied des Select Committee on Delegated Policy and Regulatory Reform.
Durch den House of Lords Act 1999 verlor die Mehrzahl der erblichen Peers ihren Sitz. Lyon-Dalberg-Acton erhielt allerdings eine Life Peerage als Baron Acton of Bridgnorth, of Aldenham in the County of Shropshire, damit er seine Arbeit in den maßgeblichen Gremien fortsetzen konnte. Zuletzt meldete er sich dort am 16. März 2010 zu Wort. An einer Abstimmung nahm er zuletzt am 22. März 2010 teil.

## Familie und Tod
Am 28. August 1965 heiratete er Hilary Juliet Sarah Cookson. Mit ihr hatte er einen Sohn, John Lyon-Dalberg-Acton. Sie starb am 25. Oktober 1973. Acton heiratete 1974 die Autorin Judith Garfield Todd, die Tochter von Garfield Todd. Sie ließen sich 1987 scheiden.
Lyon-Dalberg-Acton heiratete 1988 Patricia Nassif, die als Professorin am University of Iowa College of Law in Iowa City tätig ist. Das Ehepaar hatte Wohnsitze in London und Cedar Rapids, Iowa. Sie blieben bis zu seinem Tod verheiratet. Der Titel ging bei seinem Tode auf seinen Sohn über.
Er starb am 10. Oktober 2010 im Alter von 69 Jahren infolge einer Krebserkrankung.

## Veröffentlichungen
- The Spectator Annual, HarperCollins Publishers Ltd, 1993, ISBN 978-0-00-255327-8 (Beiträge)
- To Go Free: A Treasury of Iowa’s Legal Heritage, Iowa State University Press, 1995, ISBN 978-0-8138-2178-8 (mit Patricia Nassif Acton, Benjamin F. Shambaugh Award 1996)
- A Brit Among the Hawkeyes, Iowa State University Press, 1998, ISBN 978-0-8138-2190-0
- Outside In: African-American History in Iowa 1838-2000, Reflections of Iowa, 2001, ISBN 978-0-89033-013-5 (Beiträge)